# Rockin' Kats
Rockin' Kats, lanzado en Japón como  N.Y. Nyankies (ニューヨークニャンキース «»?) es un videojuego de plataformas producido como Atlus Software Inc. en 1991 para la consola Nintendo Entertainment System. El juego de desplazamiento lateral consiste en las aventuras de un gato de dibujos animados en su búsqueda para derrotar a una banda criminal que se ha apoderado de la ciudad.

## Argumento y Jugabilidad
El jugador toma el control de Willy, un gato joven en Nueva York que se conoce con el nombre artístico de "The Rockin 'Kat". Sin embargo, el jefe de la mafia local, Mugsy, secuestra a la novia de Willy, Jill. Para rescatar a Jill y derrotar a los gánster, Willy tiene que aventurarse a través de siete diferentes niveles o "canales" (de un aparato de televisión) que cuentan con varios temas, los matones y los jefes.
Willy está armado con una pistola el cual dispara un guante de box con resorte, que puede lanzar a los diferentes matones, o se engancha y cuelga de él. Willy también puede utilizar la pistola para agarrar y tirar ciertos objetos. El dominio de la pistola es crítico para el éxito del jugador en el juego.
Hay un total de cinco etapas. Las primeras cuatro etapas se puede jugar en cualquier orden, los cuales son seleccionados al inicio del juego como "canales" en un monitor de televisión. La quinta y última etapa, o "canal" está disponible sólo después de que los otros cuatro se han completado. Los niveles incluyen un carnaval, un vuelo sobre un avión en movimiento, y un parque. También hay un "canal de compras", donde el jugador puede comprar power-ups con dinero en efectivo obtenido del juego, y un "canal plus", donde se puede jugar minijuegos por dinero en efectivo adicional. Una función de contraseña está disponible que ayuda al jugador a realizar un seguimiento de su progreso.